# Ermal Fejzullahu
Ermal Fejzullahu, född 23 augusti 1988 i Pristina, är en albansk sångare. Han är son till den välkända sångaren Sabri Fejzullahu.
Fejzullahu har släppt flera framgångsrika låtar. År 2010 samarbetade han med rappgruppen Tingulli 3 och de släppte låten "I kom", som snabbt blev populär. År 2011 släppte han tillsammans med sångerskan Nora Istrefi låten "Une e di". Under sommaren 2012 släppte han tillsammans med Gena låten "Ajo".